# Allokermes grandis
Allokermes grandis är en insektsart som först beskrevs av Cockerell 1898.  Allokermes grandis ingår i släktet Allokermes och familjen eksköldlöss. Inga underarter finns listade i Catalogue of Life.